# Fourage
Fourage (Verbform: fouragieren), auch Furage oder Fourragierung (frz. fourrage), ist eine veraltete militärische Bezeichnung für Pferdefutter: Hafer, Heu und Stroh; daher furagieren, Pferdefutter bzw. Verpflegung für die Truppe herbeischaffen.
Mit der abnehmenden militärischen Bedeutung der Kavallerie und der mit Pferden bzw. Maultieren bespannten Artillerie im späten 19. Jahrhundert ist der Begriff veraltet und wird nur noch metaphorisch in der gehobenen Umgangssprache verwandt.
Man unterschied trockene und grüne Fouragierung, je nachdem, ob die Fourage aus den Fourage-Magazinen oder den Scheunen vor Ort geholt oder aber auf Feldern und Wiesen abgemäht worden war. Im Söldner- und Soldatenjargon wurde damit auch die Lebensmittelbeschaffung bzw. euphemistisch auch das Plündern bezeichnet, wozu Brandschatzen, Vergewaltigung und Massaker gehörten. Fouragiertrupps wurden auch als „Partei“ bezeichnet. Der Ausdruck „auf Partei gehen“ nimmt dabei die Bedeutung von Fouragierung und Plündern an. So schreibt Hans Jakob Christoffel von Grimmelshausen in seinem 1668 erschienenen Schelmenroman Simplicius Simplicissimus im Kapitel 136: ... ich agierte bei diesem Obristen einen Hofmeister und erhielt mit seinen Knechten und Pferden ihn und seine ganze Haushaltung mit Stehlen und Rauben, welches man auf soldatisch fouragieren nennet.
Ein Angriff der Kavallerie in aufgelöster Ordnung querüberfeld hieß französisch attaque en fourrageurs.
In der Verhaltensbiologie bezeichnet der Begriff fouragieren das Herbeischaffen von Nahrung durch die Arbeiterinnen staatenbildender Insekten.
In einigen europäischen Streitkräften geht der meist höhere Unteroffiziersrang oder die Amtsbezeichnung Fourier semantisch auf den französischen Wortstamm fourrage zurück.

## Einzelbelege
1. ↑  
Bernhard Seifert: Die Ameisen Mittel- und Nordeuropas. lutra Verlags- und Vertriebsgesellschaft, Tauer 2007, ISBN 978-3-936412-03-1.